# Джош Сімпсон (футболіст)
Джош Сімпсон (англ. Josh Simpson, нар. 15 травня 1983, Бернабі) — канадський футболіст, що грав на позиції півзахисника. Виступав за низку європейських клубів, а також національну збірну Канади.

## Клубна кар'єра
У професійному футболі Джош Сімпсон дебютував 2004 року виступами за англійську команду «Міллволл», в якій грав до 2006, взявши участь у 43 матчах чемпіонату.
У 2006 році Сімпсон став гравцем німецького клубу «Кайзерслаутерн», у складі якого грав до 2009 року, та був його складі основним гравцем середньої ланки команди. У 2009 році канадський півзахисник перейшов до турецького клубу «Манісаспор», у якому грав до 2012 року. З 2012 до 2014 року Сімпсон грав у складі швейцарського клубу «Янг Бойз», після чого завершив виступи на футбольних полях.

## Виступи за збірні
У 2001—2004 роках Джош Сімпсон грав у складі молодіжної збірної Канади. На молодіжному рівні зіграв у 25 офіційних матчах, забив 3 голи.
У 2004 році Сімпсон дебютував у складі національної збірної Канади. У складі збірної був учасником розіграшу Золотого кубка КОНКАКАФ 2005 року, розіграшу Золотого кубка КОНКАКАФ 2009 року та розіграшу Золотого кубка КОНКАКАФ 2011 року. У складі національної збірної грав до 2012 року, провів у її складі 43 матчі, забивши 4 голи.

## Після завершення виступів
Після завершення виступів на футбольних полях Джош Сімпсон став президентом футбольного клубу «Пасифік».